# Eudaminae
Eudaminae este o superfamilie de fluturi din familia Hesperiidae. 

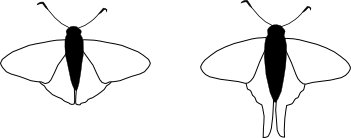
Poziţii tipice de relaxare

## Genuri
- Achalarus
- Aguna
- Astraptes
- Augiades
- Aurina
- Autochton
- Bungalotis
- Cabares
- Cabirus
- Calliades
- Cephise
- Chioides
- Chrysoplectrum
- Codatractus
- Cogia
- Drephalys
- Dyscophellus
- Ectomis
- Entheus
- Epargyreus
- Heronia
- Hyalothyrus
- Hypocryptothrix
- Lobocla
- Marela
- Narcosius
- Nascus
- Nerula
- Ocyba
- Oechydrus
- Oileides
- Paracogia
- Phanus
- Phareas
- Phocides
- Polygonus
- Polythrix
- Porphyrogenes
- Proteides
- Ridens
- Salatis
- Sarmientoia
- Spathilepia
- Tarsoctenus
- Telemiades
- Thessia
- Thorybes
- Typhedanus
- Udranomia
- Urbanus
- Venada
- Zestusa